# 上田和男
上田 和男（うえだ かずお、1944年-）は日本のバーテンダー。黄綬褒章受章者。上田が考案したオリジナルカクテルはいくつかあり、複数がコンテストで受賞をしている（下記#創作カクテル節を参照）。また激しくシェイクする「ハードシェーク」という技法の考案者でもある。

## 経歴
1944年、北海道厚岸郡茶内に生まれる。
1966年に東京會舘へ入社し、1974年には資生堂パーラーへ入社する。1995年に資生堂パーラー取締役チーフバーテンダーに就任。
1997年、銀座6丁目にオーセンティックバー「テンダー」を開業し、オーナーバーテンダーとなる。
2010年には、アメリカ合衆国ニューヨーク市でカクテルセミナーを開催する。
2015年秋に黄綬褒章を受章する（平成27年11月3日付で発令）。
上田の代表的なカクテルはサイドカーである。上田のサイドカーはコニャックにヘネシーを用いるのが特徴。上田の激しいシェイク（ハードシェイク）に耐えうるコニャックはヘネシーだけであるという。

## 創作カクテル
上田が創作したカクテルのうち受賞作品を以下に例示する。
ピュア・ラブ (Pure Love)
上田が1980年度全日本バーテンダー協会主催カクテルコンペティション全国大会創作の部（ロングドリンクス）に初出場した際のカクテル。上田は本作で優勝した。
レシピ
- ドライ・ジン 30ml
- フランボワーズリキュール 15ml
- ライムジュース 15ml
- ジンジャーエール - 適量
- スライスライム

作り方
1. ジンジャーエール、スライスライム以外の材料をシェイクする。
2. 上記をグラスに注ぎ、ジンジャーエールでフルアップし、スライスライムを飾る。

ファンタスティック・レマン（Fantastic Lemam）
1981年「国際バーテンダー協会世界カクテルフェスティバル」日本代表作品。銀賞を受賞した。
フェスティバル開催地であるスイスのレマン湖の色をイメージしたカクテル。
レシピ
- 日本酒 30ml
- ホワイト・キュラソー 20ml
- キリュシュワッサー 1tsp
- レモンジュース 1tsp
- トニックウォーター 適量
- ブルーキュラソー 20ml

作り方
1. トニックウォーターとブルーキュラソーを除いた材料をシェイクして氷を入れたコリンズグラスに注ぐ。
2. トニックウォーターでフルアップし、ブルーキュラソーを沈める。

ウィキ・ウィキ（Wiki Wiki）
1982年「サントリー・トロピカルカクテル・コンテスト」優勝作品。
レシピ
- テキーラ 30ml
- クレームド・バナーヌ 30ml
- グアバ・ジュース 80ml
- カンパリ 10ml
- レモン・ジュース 10ml

作り方
1. 材料をシェイクしてクラッシュアイスを入れたブランデーグラスに注ぐ。
2. フルーツ、パイナップルリーフを飾り、ストローを添える。

シティ・コーラル (City Coral)
上田が1984年度全日本カクテルコンクールで優勝した際のカクテル。上田は日本代表として国際カクテルコンクールへも出場している。
レシピ
- ドライ・ジン 20ml
- ミドリ（メロン・リキュール） 20ml
- グレープフルーツジュース 20ml
- ブルーキュラソー 1tsp
- トニックウォーター - 適量

作り方
1. トニックウォーター以外の材料をシェイクする。
2. コーラルスタイルにし氷を入れたシャンパン・グラスに注ぎ、トニックウォーターでフルアップし、ステアする。

キングス・バレイ

1986年に開催された第1回スコッチウィスキーカクテルコンクールの優勝作品。
春暁

## 著作
- 上田和男のカクテルノート 1989年、柴田書店、ISBN 4388056294
  - 上田和男のカクテルノート 2005年、ナランハ、ISBN 4931571115 再刊
- カクテル・ハンドブック 1990年、池田書店、ISBN 4262120074
- カクテル 1995年、西東社、ISBN 4791609948
- カクテルHANDY BOOK 1996年、西東社、ISBN 4791609778
- カクテルテクニック 2000年、柴田書店、ISBN 4388058688
  - Cocktail Techniques 20110年、Mud Puddle、ISBN 9781603112147 英語翻訳版
  - カクテルテクニック 2010年、柴田書店、ISBN 9784388060719 改定増補版

監修
- カクテル手帳 2010年、東京書籍、ISBN 9784487804009
- 洋酒手帳 2011年、東京書籍、ISBN 9784487804528

## 参考書籍
- 達磨信『世界に響くハードシェーク バーテンダー上田和男の50年』柴田書店、2014年。ISBN 9784388061938。
- 『改訂版 カクテル完全ガイド うまいつくり方の方程式』池田書店、2021年。ISBN 978-4262130705。
- 『カクテルの図鑑ミニ』マイナビ、2019年。ISBN 978-4839970376。